# Dioscorea trifida
Dioscorea trifida är en enhjärtbladig växtart som beskrevs av Carl von Linné d.y.. Dioscorea trifida ingår i släktet Dioscorea och familjen Dioscoreaceae. Inga underarter finns listade i Catalogue of Life.

## Bildgalleri

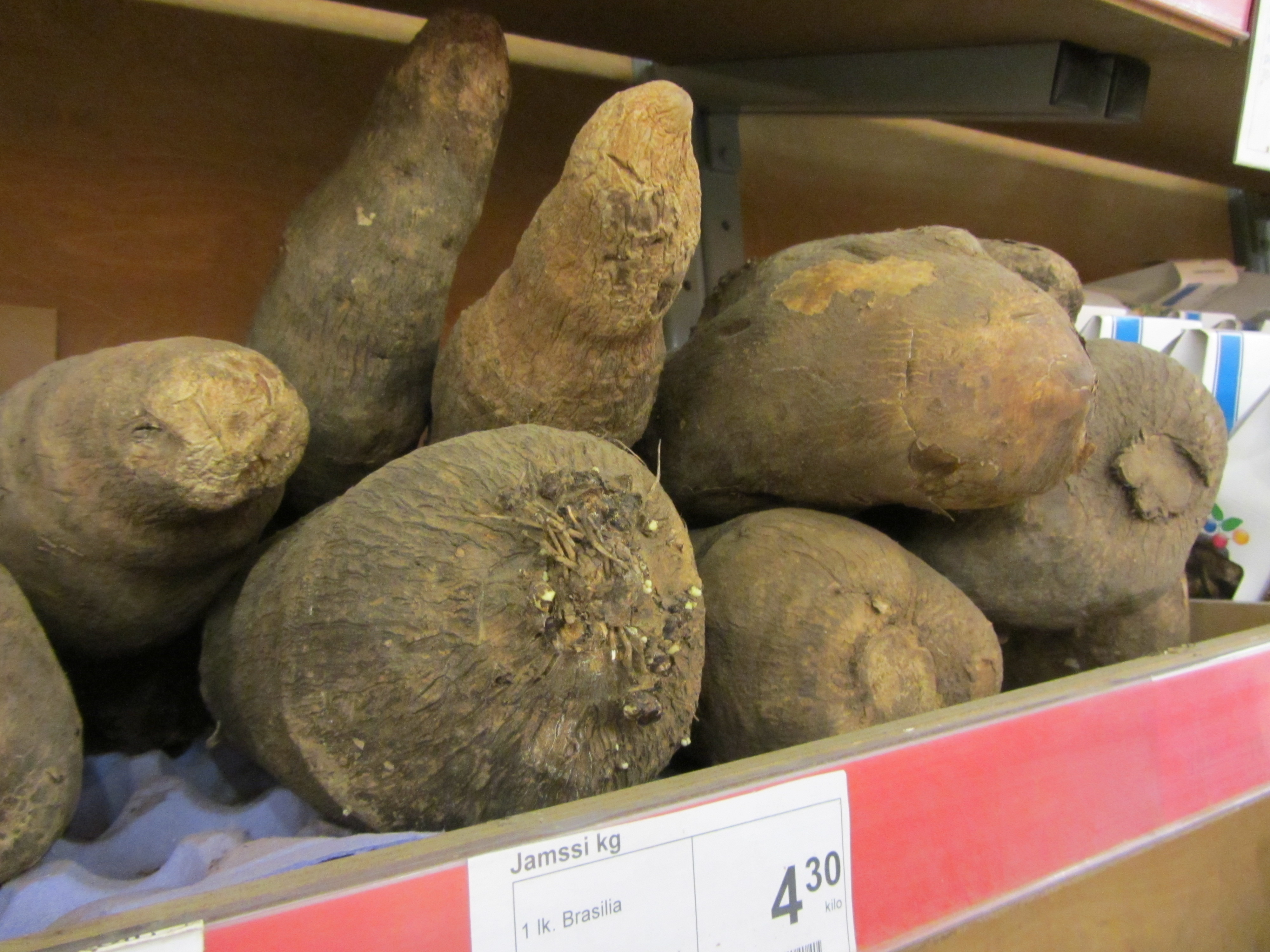
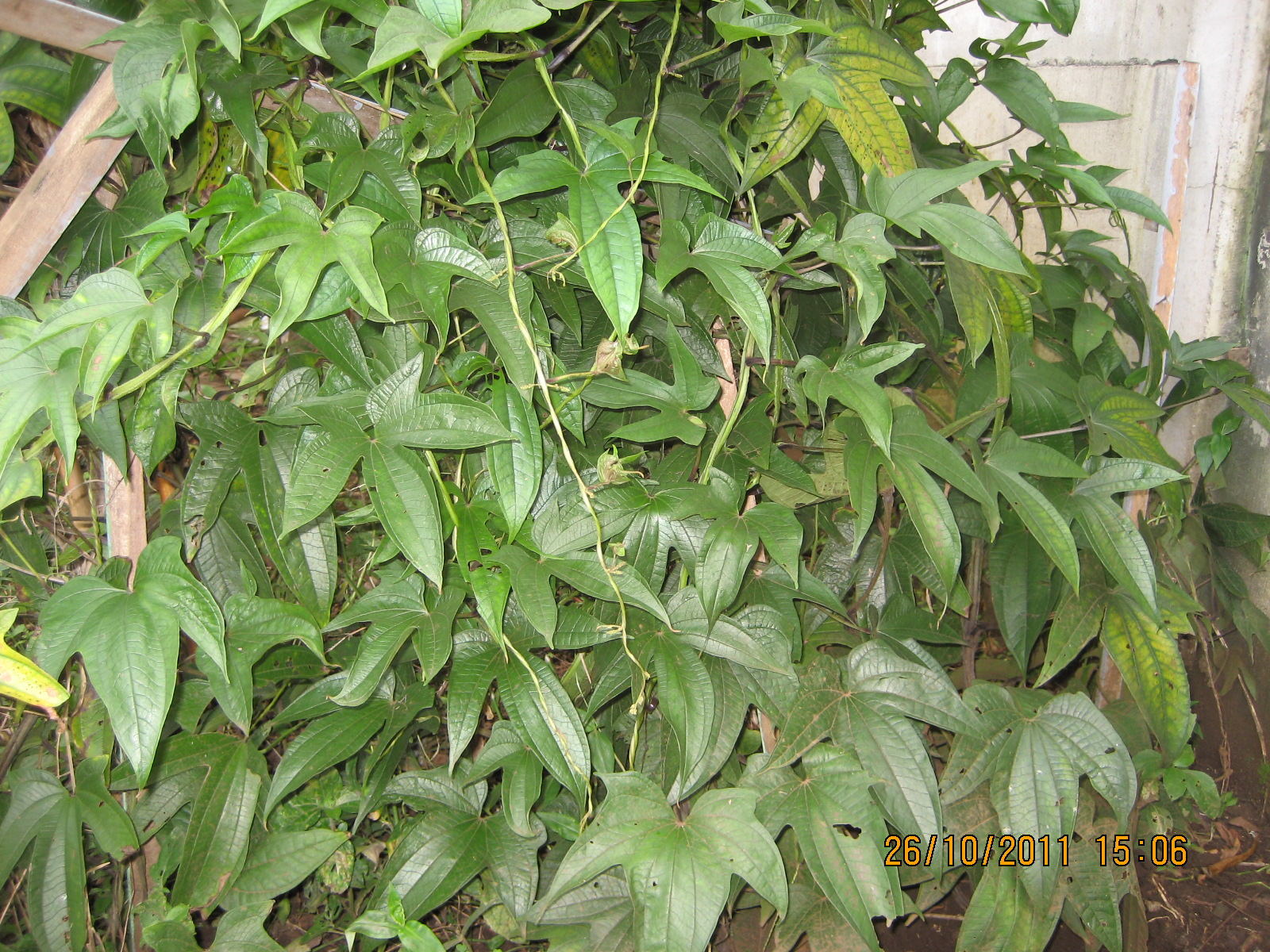